# Gare de Meknès-Amir Abdelkader
La gare de Meknès-Amir Abdelkader est la plus petite des deux gares de la ville de Meknès au Maroc (la seconde étant la gare de Meknès-Ville).
La gare Amir Abdelkader, du nom de l'Emir Abdelkader ibn Muhieddine est située dans le quartier de Hamriya. Elle est composée de passage souterrain pour rejoindre la gare à partir des quais. Elle dispose de quelques boutiques, d'une station de taxi et d'une station de bus menant vers les différents quartiers de la ville. 